# Katy, Texas
Katy är en stad (city) i Fort Bend County, Harris County och Waller County i Texas. Vid 2010 års folkräkning hade Katy 14 102 invånare.